# PalOOCa
PalOOCa (Palo for OpenOffice.org Calc) ist eine Erweiterung für OpenOffice.org Calc, welche den Zugriff auf den Open Source OLAP-Server Palo erlaubt.

## Funktionsumfang
Mit Hilfe der PalOOCa-Erweiterung kann in OpenOffice.org Calc eine Abfrage (sogenannte Query) an Palo erstellt werden. Das Ergebnis in Form von numerischen Daten wird in Calc angezeigt und steht dort zur weiteren Analyse und Bearbeitung zur Verfügung. Veränderte Daten werden durch PalOOCa nach Palo zurückgeschrieben. Damit ist die Kombination aus OpenOffice.org, PalOOCa und Palo nicht nur zur Verteilung von Reports geeignet, sondern kann auch zur Implementierung von Planungs- und Budgetierungsanwendungen verwendet werden. Weitere Funktionen sind der Datenimport, die Bereitstellung spezieller Calc-Funktionen für Palo und ein Modellierungswerkzeug, mit dessen Hilfe die Datenstrukturen von Palo editiert werden können.

## Hintergrund
Traditionell wurde der Markt für Business Intelligence durch proprietäre Software dominiert. Seit einiger Zeit werden allerdings Server für Online Analytical Processing entwickelt, die unter Open-Source-Lizenz vertrieben werden. Diese verwenden jedoch das proprietäre Microsoft Excel als Frontend-Schnittstelle und ermöglichen somit kein vollständiges Open Source Business Intelligence. PalOOCa schließt diese Lücke, indem es den Einsatz der freien Tabellenkalkulation OpenOffice.org erlaubt.

## Entwicklung
PalOOCa wird seit März 2007 am Lehrstuhl für Systementwicklung/Anwendungssysteme der TU Chemnitz zusammen mit Partnerunternehmen entwickelt. Das Programm wird unter der GNU Lesser General Public License veröffentlicht.
Technologische Basis der Entwicklung ist die Programmiersprache Java. PalOOCa verwendet die Palo Java API zur Kommunikation mit Palo.